# Ujesd
Als Ujesd (russisch уе́зд; ukrainisch повіт) wurde eine Verwaltungseinheit im Russischen Kaiserreich und in der frühen Sowjetunion bezeichnet.
Ursprünglich war der Ujesd eine Untergliederung der Rus bzw. des späteren Großfürstentums Moskau ab dem 13. Jahrhundert. Ein Ujesd vereinte mehrere Wolost (Волость), die sich um die wichtigsten Städte erstreckten, und wurde von einem Statthalter (наместник Namestnik) des Fürsten oder Großfürsten ((Великий) князь (Weliki) Knjas), später ab dem 17. Jahrhundert von Wojwoden kontrolliert.
Mit der Einführung der Gouvernements im Jahre 1708 unter Zar Peter I. wurde die bisherige entsprechende Verwaltungseinheit Ujesd abgeschafft und durch Distrikte ersetzt. Mit der Verwaltungsreform von 1727 unter Katharina I. wurden die Ujesde allerdings in der alten Form wieder eingeführt.
Mit der 1775 beschlossenen und bis 1780 umgesetzten Verwaltungsreform Katharinas II. wurden Ujesde als Unterteilungen der Gouvernements definiert. Damit wurde die rechtliche Grundlage geschaffen, die bis zur Abschaffung der Verwaltungseinheiten des Russischen Reiches Bestand hatte. Ujesde gab es allerdings nicht in allen übergeordneten Verwaltungseinheiten; so waren alle sibirischen und mittelasiatischen Gouvernements und Oblaste stattdessen in Okruge (wörtlich Kreise) unterteilt.
Einem Ujesd stand gemäß Reform von 1775 ein Isprawnik (исправник) vor, der vom lokalen Adel für jeweils drei Jahre gewählt wurde. Nach der Semstwo-Reform von 1864 wurde in den meisten Ujesden insbesondere des europäischen Landesteils eine (begrenzte) lokale Selbstverwaltung eingeführt.
Während der sowjetischen Verwaltungsreform zwischen 1923 und 1929 wurden die Ujesde in kleinere Rajons umgewandelt, die – im europäischen Landesteil – in der Größe etwa den deutscher Landkreise entsprechen. In den 1940 an die Sowjetunion angeschlossenen baltischen Sowjetrepubliken (Estnische SSR, Lettische SSR und Litauische SSR) existierten Ujesde bis 1949/50.
In der ukrainischen Sprache wird die Verwaltungseinheit als Powit (Повіт) bezeichnet.